# Bubble Comics
Bubble Comics — специализирующийся на комиксах российский издательский дом, созданный журналистом Артёмом Габреляновым в 2011 году. Является крупнейшим издательством оригинальных комиксов в России. Изначально издательство выпускало сатирический журнал, однако позже было решено поменять направление на выпуск супергеройских комиксов. Выход первого комикса издательства — пилотного выпуска серии «Бесобой» — состоялся 1 октября 2012 года. С тех пор Bubble Comics издаёт одновременно несколько собственных линеек комиксов, по мотивам которых также выпускается различная тематическая продукция: полнометражные и короткометражные фильмы, сериалы, мультфильмы, игрушки, настольные и компьютерные игры. Со времени своего основания издательство обзавелось несколькими импринтами: Bubble Visions для издания комиксов и графических романов независимых авторов и Bubble Manga для издания отечественной манги.
С 1 октября 2015 года на посту главного редактора Артёма Габрелянова сменил Роман Котков, работавший в Bubble Comics с 2014 года в качестве выпускающего редактора. Сам Габрелянов основал киноподразделение Bubble Studios и начал активно заниматься созданием фильмов по мотивам комиксов своего издательства, первым из которых стал короткометражный фильм «Майор Гром», вышедший в 2017 году. На основе успеха короткометражки в компании было принято решение начать процесс разработки первой полнометражной экранизации, которой стал фильм «Майор Гром: Чумной Доктор», вышедший в 2021 году,а затем, в 2023 году, вышел фильм-приквел «Гром: Трудное детство», повествующий о взрослении юного Игоря Грома. В 2022 году в разработке находится сразу несколько проектов: сериал «Фурия» по мотивам комиксов «Красная Фурия», а также продолжение «Чумного Доктора» — «Майор Гром: Игра». Обе адаптации создаются при поддержке «Кинопоиска» и планируются к выходу на одноимённом онлайн-кинотеатре компании.
Самые первые работы Bubble Comics были встречены российскими журналистами с некоторой долей скепсиса и критики. Среди негативно воспринятых элементов первых комиксов были: чрезмерная сексуализация героинь, клишированные диалоги и сюжет, «клюквенность», поверхностные и схематичные персонажи, посредственное качество рисунка, а также политизированность. Позже, по мере развития Bubble Comics, профильные СМИ стали отмечать значительное улучшение качества выпускаемой издательством продукции, а некоторые серии, вроде «Экслибриума», «Союзников» и «Мира», получали почти исключительно положительные отзывы и назывались критиками одними из лучших российских комиксов. При этом самыми популярными сериями комиксов у читателей стали «Майор Гром», «Экслибриум» и «Бесобой».

## История

### Истоки и журнал Bubble (2011)

Обложка первого выпуска журнала Bubble

Издательство Bubble Comics было основано Артёмом Габреляновым, сыном советского и российского журналиста Арама Габрелянова, основателя медиахолдинга News Media. Артём Габрелянов в 2009 году одновременно обучался на факультете журналистики МГУ и писал статьи для различных изданий, среди которых были журналы PlayStation: The Official Magazine и Men’s Health, а также сайты SpiderMedia.ru и Life, который принадлежал его отцу. По собственному утверждению, Артём изначально хотел заниматься кино и, чтобы стать профессиональным режиссёром, решил получить второе высшее образование во ВГИК. Несмотря на то, что поступить во ВГИК ему так и не удалось, Габрелянов не оставил идею и решил заняться комиксами — они, как формат, давали широкий простор для творчества, не требуя при этом больших бюджетов и финансовых вложений.
Изначально издательство Bubble Comics организовано в качестве подразделения News Media в 2011 году. В этом же году начал выходить журнал Bubble, в котором публиковались серии сатирических комиксов «Брюс Не Могущий», «Дик Адекват», «ГастарбАниме», «Господин Полицейский», «Барри Полюбасов» и другие. Название журнала и издательства обыгрывает такой термин, как баббл — «облачко», в котором в комиксах прописывается текст реплик персонажей. Целевой аудиторией журнала были кидалты и молодёжь. В журнале Bubble высмеивалась общественная жизнь, политика и шоу-бизнес, например, «Брюс Не Могущий» рассказывал о Брюсе Уиллисе, который приезжал в Россию в поисках дочери и впитывал русскую культуру. «Дик Адекват» высмеивал российский футбол, а главный герой был списан с тренера Дика Адвоката. Журнал не завоевал особой популярности и выходил меньше года; он был закрыт после девятого выпуска. Габрелянов вспоминает, почему начал именно с юмористического журнала:
Когда я приехал на мероприятие «Самый большой магазин комиксов» в Петербурге, меня все спрашивали: «Почему вы делаете юмористический журнал?» Я отвечал: «Ребят, а вы хотите сразу „Хранителей“ российских?» Чтобы появился русский Алан Мур, сначала нужен Супермен в 1939 году, потом долгая эволюция, а у нас сразу хотят с места в карьер. Не бывает так, должен быть юмористический этап, потом супергероика, её деконструкция и так далее.
Со временем Габрелянов решил, что издательству стоит отказаться от юмористических комиксов в пользу приключенческих и супергеройских, после чего вместе со знакомыми авторами начал разрабатывать концепцию будущих комиксов.

### Основание вселенной комиксов Bubble и первые проекты (2012—2013)

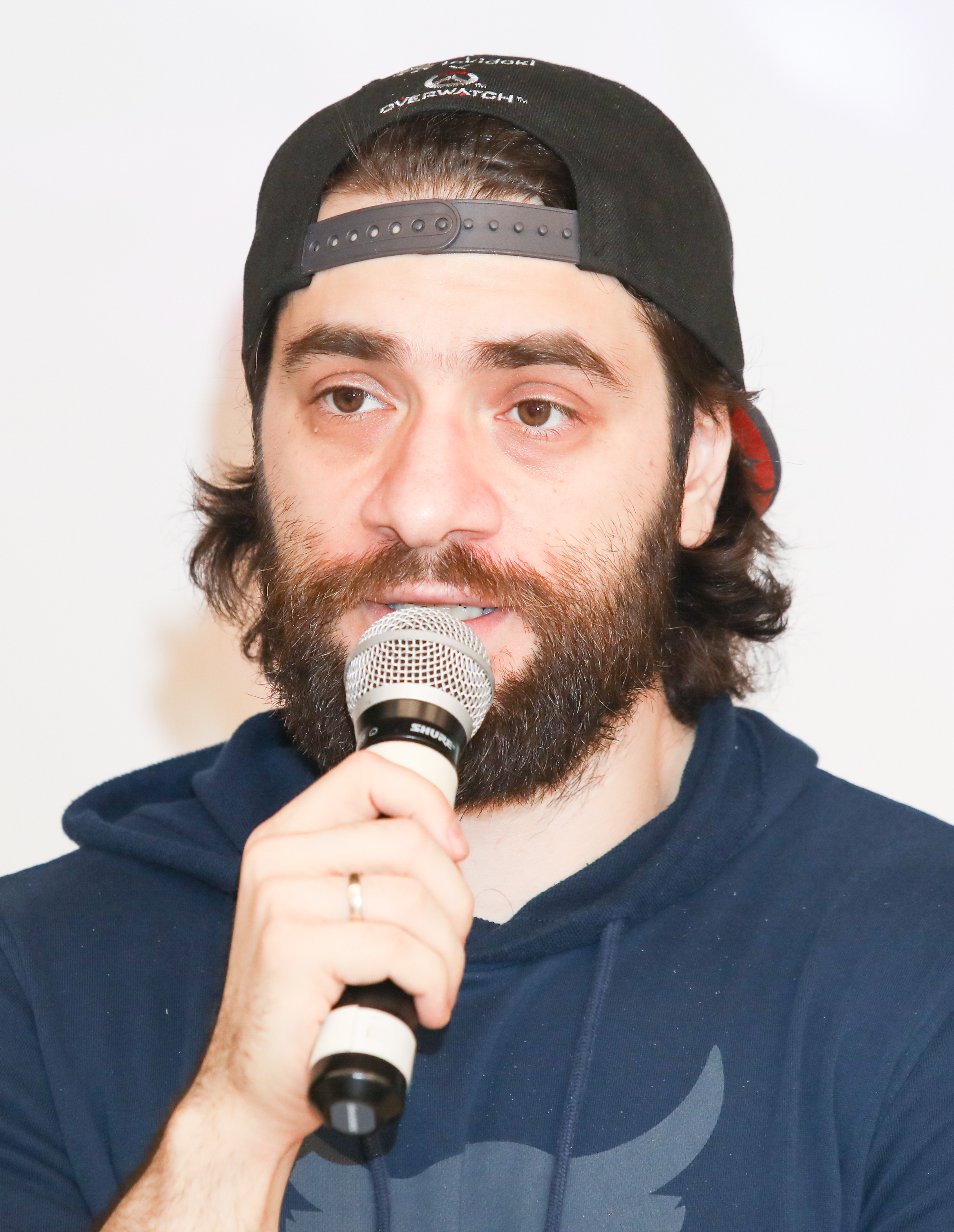
Артём Габрелянов, основатель и генеральный директор Bubble Comics

Чтобы расширить потенциальную аудиторию, Габрелянов приступил к разработке архетипичных сюжетов в качестве основы для будущих комиксов: детектив про полицейского, мистический боевик и т. п. По его утверждению, он старался делать комиксы наиболее простыми сюжетно, в том числе и с точки зрения морали персонажей, с чётким делением на добро и зло. Он объяснял это тем, что хотел подавать молодёжи достойные примеры и создавать комиксы в том числе для тех, кто их никогда не читал и не знаком с данным форматом произведений.
Габрелянов, занявший позицию генерального директора издательства, лично собирал команду из художников и сценаристов своих будущих комиксов. Большинство из выбранных им людей ранее имели опыт работы с литературой или иллюстрациями. Так, художник родом из Якутии Евгений Федотов, успевший до работы в Bubble издать свой авторский сборник комикс-стрипов «Кошки-мышки», совмещал должности сценариста и художника, работая вместе с Габреляновым как сосценарист большинства первых выпусков комиксов Bubble. В тандеме с Габреляновым Федотов «уравновешивал» своего коллегу. По словам Артёма, «Женя <…> очень любит всё усложнять. А я наоборот — упрощать». Помимо сценариев, Федотов был активно вовлечён в процесс создания раскадровки, помогая художникам референсами. Другие два сценариста были литературными писателями: писатель-фантаст Алексей Гравицкий и писатель и киносценарист Сергей Волков, позже получивший известность по работе над сценариями для сериала «Великая» Игоря Зайцева (2015) и фильма «Робо» Сарика Андреасяна (2019).
Среди первых художников Bubble Comics были украинский художник Олег Окунев родом из Херсона, который до работы в Bubble занимался созданием порнокомиксов, и Константин Тарасов, изначально безуспешно искавший работу в геймдеве. Некоторые из художников нового издательства ранее работали с Габреляновым над закрывшимся юмористическим журналом Bubble: Андрей Васин, который занимался комиксами ещё с 90-х годов, иллюстрируя журналы для детей «Арбуз» и «Серёжка», принадлежавшие Араму Габрелянову, и Артём Бизяев. Бизяев вспоминал, что в издательстве ему давали много творческой свободы, но при этом зачастую приходилось работать в авральном режиме, что очень выматывало. По словам Артёма Габрелянова, издательству удалось быстро встать на ноги благодаря опыту и советам Андрея Васина. Сам Васин считал, что в России комиксы пользуются популярностью исключительно у гиков, и для роста спроса на произведения Bubble Comics будет необходимо продвигать продукцию и среди других категорий читателей, относящихся к искусству рисованных историй со скепсисом и предубеждением.
На запуск издательства, в том числе и на рекламную кампанию, потребовалось 3 миллиона долларов; в расходы также входили авторские гонорары, работа художников, печать комиксов и их логистика. Из-за магазинной надбавки на стоимость Габрелянов решил ставить небольшую цену на комиксы, чтобы вместе с надбавкой их конечная стоимость была приемлемой для читателей. В качестве офиса редакции Bubble Comics было выделено помещение на пятом этаже здания холдинга News Media в Бумажном проезде Москвы.

#### Первые линейки комиксов

Обложка пилотного выпуска комикса «Бесобой», ставшего первым выпущенным комиксом издательства

Изначально было задумано две линейки, впоследствии к ним прибавили ещё две. С октября 2012 года в издательстве Bubble начали публиковать четыре серии комиксов о супергероях, которые составили основу комиксовой вселенной Bubble: «Майор Гром», «Бесобой», «Инок» и «Красная Фурия». По мнению Габрелянова, перенос концепции супергероев в российскую действительность при учёте грамотной интеграции в российскую специфику был очень затруднителен, либо невозможен в принципе. Вместо этого в качестве основы для будущих историй были выбраны более приземлённые сюжеты, которые должны были быть, по мнению создателей, гораздо ближе к российской аудитории, чем классические истории о супергероях. В частности, было принято решение отказаться от классических образов супергероев в трико и плащах — читателям они бы показались просто нелепыми.
Первой линейкой стартовал «Бесобой», пилотный выпуск которого был издан 1 октября 2012 года. Сюжет его повествует об охотнике на демонов Даниле Бесобое, бывшем военном, чья семья погибла по вине демонов, и в теле которого запечатан Сатана. Изначально Данила Бесобой задумывался как «суровый герой без лица», поэтому был придуман чертёнок Шмыг, верный спутник Бесобоя, который вечно шутил, тем самым оттеняя мрачность главного героя. По словам Алекса Хатчетта, ставшего впоследствии сценаристом комикса, особенно сложности в написании сценария добавляло то, что в Даниле Бесобое находился не абы какой демон, а сам Сатана, и именно это сподвигло его на то, чтобы сделать Данилу мифологическим героем. В итоге в сюжете фокус с Бесобоя был смещён на других персонажей и устройство вселенной, что позволило объяснить структуру мира комикса.
Вторым вышедшим комиксом издательства стал «Майор Гром» (8 октября 2012), повествующий о питерском майоре полиции по имени Игорь Гром, отличающимся своим непримиримым отношением к преступности, честностью, неподкупностью, а также детективными способностями и навыками рукопашного боя. В первых выпусках он совместно со своим напарником-стажёром Димой Дубиным противостоит серийному убийце-линчевателю в маске чумного доктора. Прототипом персонажа Игоря Грома стал «Господин Полицейский» из оригинального юмористического журнала Bubble: работая милиционером, он мог превращаться в супергероя с суперсилами, когда того требовала ситуация. После закрытия журнала Bubble генеральный директор издательства Артём Габрелянов и сценарист Евгений Федотов переработали «Господина Полицейского» в лишённого суперспособностей обычного полицейского-следователя, раскрывающего полноценные, не юмористические дела, иногда с элементами мистики.
Следующей серией стал «Инок» (15 октября 2012 года), рассказывающий историю Андрея Радова — легкомысленного и эгоистичного хранителя фамильного креста, инкрустированного камнями Силы, которые дают ему сверхспособности. Андрей Радов путешествует по различным временам истории России и противостоит главным образом могущественному чернокнижнику неопределённого возраста, известному как «Магистр». Впоследствии путешествия во времени уступают место путешествиям между параллельными мирами, а сам Андрей становится мироходцем — путешественником по Многомирью — концепция изменилась, потому что сценаристы поняли, что сюжет с путешествиями во времени начал заходить в тупик. Разработал образ Инока Артём Бизяев. Сценарист Алексей Гравицкий счёл его внешний вид чересчур броским и выделяющимся, но он «оказался в меньшинстве», так как образ главного героя комикса должен был быть легко узнаваемым. В конечном итоге это создало трудности для других художников, поскольку сложно было изображать различные действия персонажа с такой одеждой.
Последним из первых проектов издательства вышла «Красная Фурия» (22 октября 2012) — серия комиксов о профессиональной воровке и спецагенте Нике Чайкиной,которая входит в состав Международного Агентства Контроля (МАК) — секретной организации, чьей целью является предотвращение военных конфликтов по всему миру. Вместе со своими напарниками по команде Нике предстоит выполнить главную миссию МАК — найти Святой Грааль, древний могущественный артефакт, от которого зависит судьба всего мира. Артём Габрелянов заявлял, что в первом выпуске намерено «нарядил» Чайкину в чёрный латексный костюм с целью «спровоцировать» читателей на поиск параллелей с героиней комиксов Marvel Чёрной вдовой. Однако само влияние американского комикса при создании «Красной Фурии» Габрелянов отрицал, хоть и отмечал схожесть двух героинь: «самым логичным и простым решением было бы дать Нике чёрный облегающий костюм, но „Красная Фурия“ уже одним своим прозвищем вступала на поле „Чёрной Вдовы“, и нам не хотелось, чтобы она была похожа на неё ещё и внешне». Итоговым решением стал красный костюм с ремешками и скалолазными принадлежностями. «Красная Фурия» характерна обилием фансервиса.

#### Продвижение и выход
Мы знатно повеселились. Я подумал, что надо бы похулиганить, и мы развесили по подъездам в Москве объявления, в которых говорилось: «Семья супергероев снимет квартиру в вашем доме. Обещаем бороться со злом в районе». Еще мы установили часы в Парке Горького, которые отсчитывали время до конца света 2012 года. В общем, довольно креативно ко всему подошли.
Для продвижения комиксов Bubble устроила рекламную кампанию. В Парке Горького в Москве был установлен счётчик в виде каменного круга с календарём майя, который отсчитывал время до конца света 21 декабря 2012 года. На счётчике был указан адрес сайта — конецблизок.рф, откуда шло перенаправление на сайт Bubble. Кроме того, Bubble распространяла объявления на подъездах жилых домов, где «призывала» «погасить долги за свет до 21.12.2012 г.», а также «до указанной даты предоставить показания счётчиков хороших/плохих дел». В рамках вирусной кампании, приуроченной к «концу света», публиковалась реклама «космического шаттла» для эвакуации от конца света и «планы» эвакуации Москвы. На досках объявлений у московских домов публиковались «объявления» о супергероях, которые искали квартиру для съёма, с уточнением, что супергерои — «славяне», а другой вариант листовок пародировал объявления от полиции и «проводил отбор» «добровольцев-супергероев в группы реактивного реагирования» ввиду «участившихся заявлений граждан о нападении чертей, вурдалаков и нежити на жителей района». Если объявления в подъездах не потребовали больших финансовых вложений, то изготовление и установка часов, по признаниям Габрелянова, обошлись примерно в 200 тысяч рублей.
Издательство изначально сделало ставку на массовую печать — то есть на распространение через газетные ларьки «Пресса», а также крупные торговые точки. Тиражи тоже были достаточно большими. Габрелянов предполагал, что большое количество экземпляров будет и приносить больше прибыли, но со временем осознал свою ошибку, когда это не возымело никакого эффекта. Тогда он принял решение радикально сократить тираж, убрать комиксы из газетных киосков и больше вкладываться в специализированные магазины комиксов, и эта стратегия оказалась более действенной. Габрелянов отмечает, что немалая доля аудитории читает пиратские копии комиксов, но относится к этому как к «необходимому злу» — по его мнению, в конечном итоге это сделает комиксы, киноадаптации, сопутствующую продукцию популярнее.
Самые первые работы Bubble Comics были встречены российскими журналистами с некоторой долей скепсиса и критики. Среди негативно воспринятых элементов первых комиксов были: чрезмерная сексуализация героинь, клишированные диалоги и сюжет, клюквенность, поверхностные и схематичные персонажи. Позже, по мере развития Bubble Comics и с выходом новых выпусков и серий, профильные СМИ стали отмечать значительное улучшение качества выпускаемой издательством продукции, а некоторые серии, вроде «Экслибриума», «Союзников» и «Мира», получали почти исключительно положительные отзывы и назывались критиками одними из лучших российских комиксов. Во время выхода ранних выпусков «Майора Грома» случился скандал, поскольку в «Майоре Громе» были изображены протесты, основанные на протестах в России 2011—2013 годов, скоординированные главным злодеем для своих целей, и некоторые читатели и критики это не одобрили. Хотя авторы, по их словам, и не собирались вкладывать политическое высказывание в комикс, в дальнейших проектах они решили дистанцироваться от политических тем как таковых во избежание подобных скандалов, и с тех пор отсылки к политическим событиям не появлялись. Критики в своём большинстве благосклонно приняли изменения, отмечая, что отсутствие политизированности, а также более глубокая проработка персонажей, на которую сценаристы решили сделать больший акцент, пошли комиксу во благо.

### Укрепление на рынке (2014—2016)

#### Изменения в составе редакции

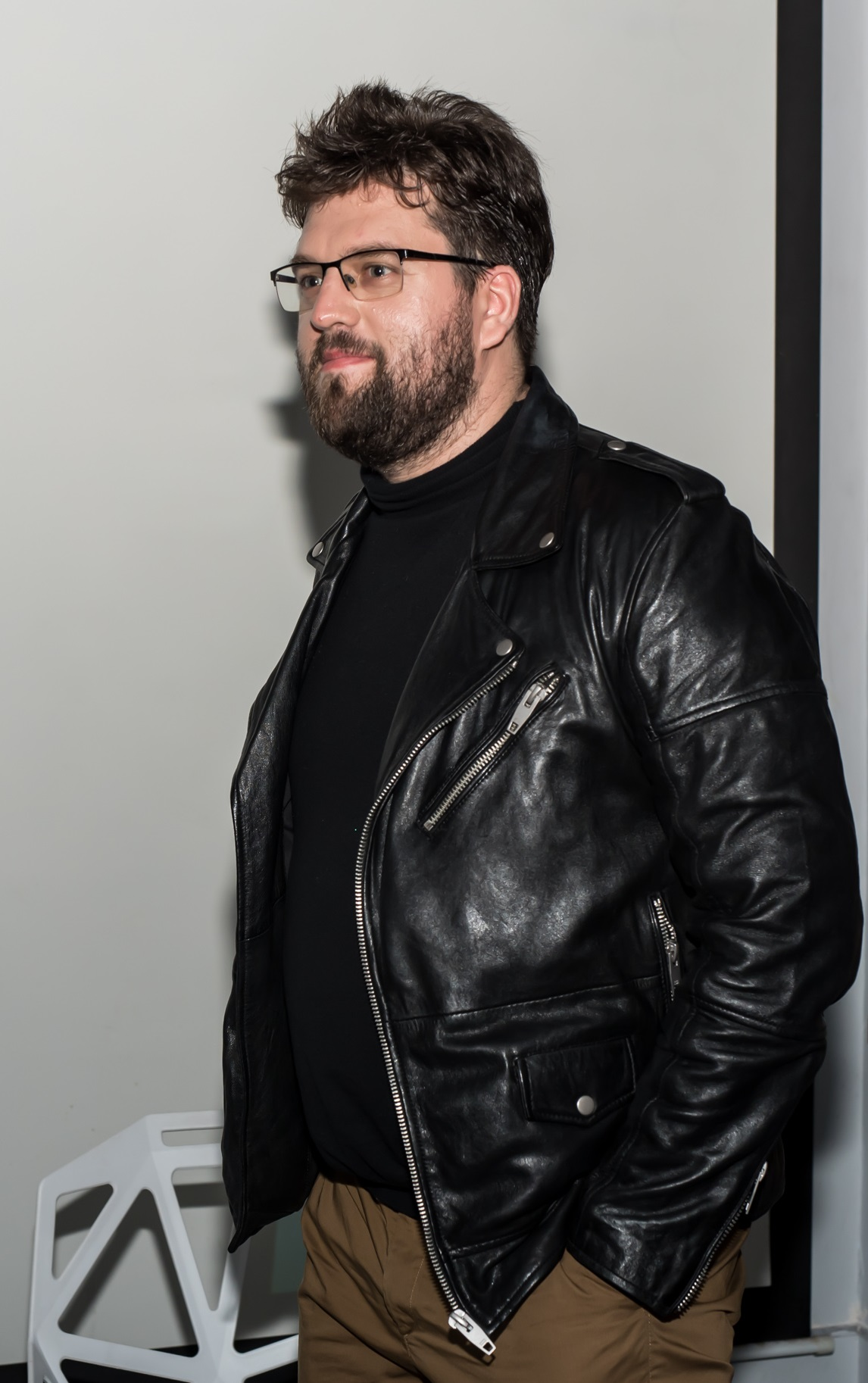
В 2015 году на посту главного редактора Артёма Габрелянова сменяет Роман Котков, до этого год работавший в компании на должности выпускающего редактора

Получив критику на старте производства комиксов, руководство произвело изменения не только в подходе к созданию сюжетов последующих выпусков, но и в редакционном составе издательства, пополнившегося новыми сценаристами и художниками. Так, к Габрелянову и Федотову в качестве соавтора «Майора Грома» присоединился Иван Скороходов, а иллюстратором вместо Константина Тарасова стала художница Анастасия Ким: ещё до участия в создании комиксов Bubble работы Анастасии пользовались популярностью в Интернете, где она была известна по никнейму «Phobs». Частично её известность повлияла и на рост популярности комикса. Помимо «Майора Грома» Скороходов стал соавтором Габрелянова в работе над сюжетами «Красной Фурии», взамен покинувшего издательство Сергея Волкова, а рисунки Олега Окунева сменились на работы новопринятого Эдуарда Петровича. Артёма Бизяева на посту иллюстратора «Инока» поочерёдно сменили Вячеслав Доронин и Анастасия Катеринич, после чего должность досталась Олегу Окуневу. Также на роль выпускающего редактора в 2014 году был принят Роман Котков, до этого бывший одним из авторов сайта о комиксах SpiderMedia.ru. Год спустя Котков сменил Габрелянова на посту главного редактора. Сам Габрелянов основал киноподразделение Bubble Studios и начал активно заниматься созданием фильмов по мотивам комиксов своего издательства.
Сценаристка Наталия Девова, попавшая в издательство благодаря рекомендации своей давней знакомой Алины Ерофеевой, присоединившейся к издательству в качестве художника незадолго до её прихода, первой из новых авторов получила возможность поработать над собственной серией комиксов. Первой задачей, поставленной перед Девовой редакцией Bubble Comics, было полностью переработать концепцию «Инока» от путешествий во времени в нечто совершенно иное. По её словам, первоначально сценарии приходилось писать по синопсисам: «мне давали краткий пересказ главы, я расписывала его в полноценный сценарий». С течением времени работодатели предоставляли Девовой всё больше творческой свободы; она пробыла сценаристом серии с 15 по 26 выпуск, в том числе написав сюжет для кроссовера «Инок против Бесобоя». Зарекомендовав себя как сценарист, а также после благоприятных отзывов критиков на изменения в «Иноке», Девова удостоилась возможности стать автором собственной серии комиксов, что в конечном итоге вылилось в создание «Экслибриума», одного из самых популярных комиксов издательства.
Помимо изменений в составе редакции, в Bubble Comics также поменяли типографию — на нижегородский «Юнион Принт». Причиной данного решения стало то, что старая типография не могла печатать малые тиражи, на которые издательство перешло после появления проблем с реализацией больших тиражей. В интервью DTF Роман Котков отмечал оперативность партнёров: «Порой мы сдаём номера и книги сильно заранее, но иногда получается и впритык <…> поэтому важно, чтобы между сдачей и выходом из печати порой происходило достаточно мало времени. Но <…> наши партнёры нас не подводили». Офис редакции компании был перенесён с пятого этажа здания холдинга News Media в бывшее здание типографии «Правда» в районе Ямского поля, в котором после 2011 года сформировался кластер российской медиа-индустрии, от редакций СМИ до звукозаписывающих компаний. Офис представлял собой небольшое помещение на пятом этаже.

#### Расширение продукции

Обложка второго выпуска серии «Экслибриум». Художник — Виктория Ким

Начиная с 25 номера сюжет каждой из четырёх линеек был обновлён таким образом, чтобы потенциальный новый читатель, незнакомый с предыдущими номерами, мог начать читать комикс именно с этого момента. На обложках выпусков появилась надпись «идеально для новых читателей», означающая, что для чтения данных выпусков необязательно вникать в сюжет выпусков, выходивших до 25 номера. В какой-то момент в издательстве было решено увеличить количество выпускаемых серий комиксов, запустив две совершенно новые линейки. Одной из причин такого решения назывались планы по расширению аудитории. Таким образом, с октября 2014 года, Bubble начали издавать ещё две серии комиксов — «Экслибриум» и «Метеора». В отличие от первых четырёх серий, эти две серии характерны тем, что плохо вписываются в рамки традиционной супергероики. По словам Артёма Габрелянова, их запуск планировался ещё в 2013 году, однако тогда в компании решили не торопиться, ибо понимали, что на тот момент их ресурсов могло не хватить на ежемесячный выпуск шести серий. В интервью DTF Габрелянов так описывал процесс принятия решения о запуске новых серий комиксов:
«При создании новой серии мы руководствуемся несколькими важными вещами: актуальность в современном мире, потенциальный интерес нашей целевой аудитории и ценность для нашей вселенной. Если история не удовлетворяет этим требованиям, мы не станем над ней работать, будь она хоть тысячу раз гениальной».
Так, Наталии Девовой был доверен «Экслибриум» — комикс в жанре городского фэнтези, первый выпуск которого вышел 20 октября 2014 года, повествует о юной Лилии Романовой, увлечённой поп-культурой, которая волею случая попала в тайный орден магов-книгочеев, охраняющих границы реального мира и мира художественных произведений. При Ордене Лилия обучается, и в конце концов становится магом-книгочеем, и, кроме того, знакомится с другими учениками; вместе они противостоят злодеям и занимаются решением проблем, связанных, главным образом, с побегом литературных персонажей из книг. Наталия Девова написала сценарий почти для всех выпусков «Экслибриума», а художником первых выпусков выступил Андрей Родин, которого выбрала лично сценаристка, долгое время добивавшаяся от руководства разрешения работать в тандеме именно с ним. «Экслибриум» получил высокие отзывы как критиков, так и читателей, в том числе и среди зарубежных профильных журналистов.

Оригинальная обложка «Времени Ворона» — первого глобального кроссовера комиксов Bubble. Художник — Джим Ченг

Сценаристом «Метеоры» — комикса в жанре космооперы — стал Артём Габрелянов, через некоторое время передавший свои полномочия Игорю Худаеву, а затем и Анне Булатовой. За рисунок первых номеров отвечал Константин Тарасов, автор иллюстраций дебютных выпусков серии «Майор Гром». «Метеора» появилась на прилавках магазинов спустя пять дней после «Экслибриума» — 25 октября 2014 года. Комикс повествует о контрабандистке Алёне Кузнецовой по прозвищу «Метеора», которая из-за своего отца попала в далёкий космос. Ей приходится работать с напарниками-инопланетянами, чтобы достигнуть своих целей — заработать как можно больше энергокубов (местной валюты) и вернуться на Землю к матери, однако её команда оказывается вовлечённой в политические интриги двух противостоящих друг другу объединений: «Коалиции» и «Союза справедливости и порядка». Критики видели в «Метеоре» явное наследование от других космоопер — Mass Effect, «Звездных войн» и «Стражей Галактики».
В период с декабря 2013 по февраль 2014 издавался первый кроссовер между линейками комиксов Bubble: была выпущена совместная сюжетная арка «Инока» и «Бесобоя» под названием «Инок против Бесобоя», в которой рассказывается о противостоянии главных героев соответствующих серий. Впоследствии вышел другой кроссовер, «Время Ворона» (2015), чьи события затрагивают все имевшиеся на тот момент серии издательства: помимо самой одноимённой мини-серии комиксов, выходившей с октября 2015 по март 2016 года, частью событий кроссовера были и одиночные выпуски основных линеек Bubble. «Время Ворона» рассказывает об объединении главных героев комиксов Bubble — майора Грома, Красной Фурии, Инока и Бесобоя — в противостоянии восставшему из мёртвых богу лжи и обмана Кутху, чей образ был основан на одноимённом персонаже ительменской мифологии — воплощении духа ворона. Этот кроссовер является первым событием такого рода и масштаба в российской индустрии комиксов. Другим кроссовером в формате графического романа стал «Хроники Инока: Штурм Берлина» (2015), где рассказывается о дедах Андрея Радова и майора Грома в годы Великой Отечественной войны.
В октябре 2014 издательство Bubble стало партнёром первого фестиваля Comic-Con Russia. В 2016 году Bubble организовала свой собственный фестиваль гик-культуры «Хомякон», названный в честь одного из персонажей комиксов «Метеора» — космического хомяка Зигги. На фестивале были представлены как комиксы Bubble, так и комиксы других издательств.

### «Второе дыхание», «Легенды Bubble» и детские комиксы (2016—2017)
В декабре 2016 года на комикс-конвенции «Хомякон» издательство объявило об окончательном закрытии четырёх основных линеек («Майор Гром», «Бесобой», «Инок» и «Красная Фурия») и открытии новых четырёх на замену старым («Игорь Гром», «Бесобой vol.2», «Мироходцы» и «Союзники» соответственно), каждая из которых является продолжением и мягким перезапуском закрытой. Каждый из старых сюжетов завершился на 50-м выпуске. Первые выпуски новых линеек поступили в продажу 20 января 2017 года. Данная инициатива получила название «Второе дыхание». «Мироходцы» закончились на 21 выпуске, «Союзники» — на 41, а «Игорь Гром» и «Бесобой vol.2» — на 50.

Обложка первого выпуска серии «Игорь Гром». Художник — Илья Кувшинов

Автором «Игоря Грома» стал белорусский автор Алексей Замский, серия повествует о дальнейших похождениях Игоря Грома, который ушёл из полиции и ведёт частные расследования, попутно пытаясь оправиться от психологических травм. Ранее Замский писал критические статьи про комиксы Bubble, как он сам вспоминает, «не стесняясь в выражениях», однако, несмотря на критику, Bubble предложила ему написать пробный сценарий для «Игоря Грома». Тестовое задание было пройдено успешно — Замскому доверили писать эту серию. Основным художником «Игоря Грома» стала Наталья Заидова, также работавшая над «Иноком», «Бесобоем» и «Временем Ворона». «Игорь Гром», как отмечают обозреватели, разворачивается в более медленном и неторопливом темпе, чем «Майор Гром», с меньшим акцентом на экшене.
«Мироходцы» рассказывают о путешествиях Андрея Радова и его команды по Многомирью и о том, как они борются с богами, которые стремятся напасть на Землю. Сценаристами «Мироходцев» выступили Евгений Федотов и главный редактор Bubble Роман Котков, а основным художником — Мадибек Мусабеков. С началом «Второго дыхания» «Мироходцы» окончательно ушли от концепции «Инока»; его сюжет завершается в сюжетной арке-кроссовере «Крестовый поход».
«Союзники» радикально меняют концепцию «Красной Фурии», и из лёгкого и абсурдного шпионского боевика автор Наталия Девова, которая ранее писала «Экслибриум», сделала психологический триллер с элементами хоррора. В центре сюжета по-прежнему Ника Чайкина, которой вместе с выжившими членами МАК приходится противостоять оружейному барону Августу ван дер Хольту и учиться жить заново, кому — с полученными увечьями, кому — с полученными сверхспособностями. Организовав новую команду под названием «Союзники», бывшие секретные агенты занимаются спасением оперённых, людей со сверхсилами, от преследования обществом. Критики сочли идею «Союзников» похожей на серию комиксов «Люди Икс», где также людям со сверхспособностями сложно ужиться с ненавидящим их обществом, но Наталия Девова была не согласна с этим сравнением и заявляла, что при работе над концептом оперённых вдохновлялась видением магии в серии компьютерных игр Dragon Age.
«Бесобой vol.2» за авторством Алекса Хатчетта является прямым продолжением оригинального «Бесобоя», и это единственный комикс «Второго дыхания», не сменивший своего названия. В «Бесобое vol.2» перемещено внимание с главного героя, Данилы Бесобоя, на развитие вселенной и побочных персонажей комикса, сделан большой акцент на переосмыслении ветхозаветных сюжетов о падении ангелов и превращении их в демонов. Ведущим художником «Бесобоя vol.2» выступила Анастасия Ким.
Bubble продолжила делать сюжетные арки-кроссоверы, затрагивающие разные серии комиксов «Второго дыхания». В «Охоте на ведьм», которая является своего рода продолжением «Времени Ворона», пересекаются сюжеты «Игоря Грома», «Бесобоя», «Союзников» и «Мироходцев», а Август ван дер Хольт начинает охоту на «оперённых» — людей, получивших сверхспособности после контакта с пером бога-ворона Кутха, главного антагониста кроссовера «Время Ворона». Позже все серии «Второго дыхания» за вычетом «Игоря Грома» участвуют в событии «Крестовый поход», в котором завершается сюжет «Мироходцев» — Андрей Радов, обезумевший от горя из-за потери своей жены, уничтожает Многомирье и собирается устроить массовые убийства всех, кто так или иначе связан с магией.
В том же 2017 году издательство начинает серию «Легенды Bubble», которая являет собой альманах из мини-серий про различных персонажей вселенной комиксов. Анонс «Легенд Bubble» состоялся на Хомяконе 2016 года, а первым комиксом в серии стало переиздание графического романа «Хроники Инока: Штурм Берлина» под названием «Инок и Майор Гром: Штурм Берлина». После «Штурма Берлина» первым новым комиксом в рамках легенд стал «Чёрный Пёс» о прошлом одноимённого персонажа из «Бесобоя». Параллельно Bubble также предпринимает первые попытки издавать комиксы для детей. В 2015—2016 году выходит комикс «Зигги: Космический хомяк» про одного из персонажей комикса «Метеора», а впоследствии, в 2017 году, выходят «Крутиксы» про зверей-супергероев: пса Мухтара, кота Балора, тираннозавра Кайзера, акулёнка Йанго, и, опять же, хомяка Зигги.

### «Новые герои Bubble» и частичный уход из печати (2018—2019)
Сперва все желающие подавали заявки с синопсисом первого выпуска, концептами и портфолио. Затем 9 команд сделали по синглу и из них должны были выбрать тех, кто получит продолжение. <…> Сам конкурс дался тяжело, дух соревнования никогда меня не мотивировал, а работать с Bubble очень хотелось. Это повлияло на поиски способа стать удобным, универсальным художником, улучшать качество, всё же имея узнаваемый рисунок, и подходить под нашу историю с «обшарпанным» антуражем.
В июне 2018 года была запущенна инициатива под названием «Новые герои Bubble». Суть проекта заключалась в отборе авторов, которым будет доверено создание совершенно новой постоянной серии комиксов, в будущем части вселенной Bubble. Для сбора заявок был открыт отдельный сайт; от авторов требовалось создать команду из как минимум одного сценариста и художника, подготовить питч своего проекта и отправить в издательство до 30 сентября 2018 года. В свою очередь, Bubble Comics намеревалось выбрать из присланных заявок девять работ, выделить бюджет на создание пилотных выпусков и издать комиксы в рамках серии «Легенды Bubble», после чего разбить отобранные команды на три группы, работа каждой из которых будет курироваться одним из представителей редакционной коллегии издательства: Артёмом Габреляновым, Романом Котковым или Евгением Ерониным. В интервью «Канобу» Роман Котков признался, что идея инициативы принадлежит ему: «Мы обсудили идею и подумали, что в свое время старые журналы-антологии Marvel и DC не назывались по имени какого-то героя: Tales of Suspense, Amazing Fantasy, Action Comics. То же самое и с „Легендами Bubble“. В них можно хоть каждый месяц делать нового героя и смотреть, выстрелит или нет. <...> Так и мы решили, почему нам не попробовать сделать какие-то новые интересные концепции и вводить их каждый месяц».
Согласно словам главного редактора Bubble Романа Коткова, всего на конкурс было подано свыше 171 заявки. Среди приславших свои работы были не только начинающие комиксисты, но и люди, ранее сотрудничавшие с издательством: Алексей Волков, Алексей Горбут, Виталий Терлецкий, Артём Бизяев, Кирилл Кутузов. Тем не менее, упор был сделан именно на новых авторов, до этого не работавших в Bubble Comics. Также это касалось и выдуманных персонажей: издательство отбирало проекты с исключительно новыми героями, а заявки, в которых авторы предлагали сделать спин-офф про того или иного уже существующего персонажа они рассматривали для отдельного релиза, в качестве несвязанных с инициативой проектов. Изначально предполагалось, что отобранные работы будут выпускаться по одной раз в месяц на протяжении 2019 года. Однако планы изменились: вместо этого комиксы отбирались в группы по три штуки и выпускались к тому или иному фестивалю поп-культуры. Критериями для победы комикса в том или ином этапе являлись количество проданных экземпляров и популярность среди читателей, фиксирующаяся издательством путём открытого голосования в социальной сети «ВКонтакте».
Промежуточные итоги конкурса были озвучены на фестивале Comic-Con Russia 2018, где была анонсирована первая тройка прошедших отбор комиксов: «Сестра» за авторством Александры Звягиной и художницы Виктории Быковой, «Сокол» сценаристок Инги Канареевой и Валерии Францевой и художника Евгения Францева, а также «Плюшевый полицейский», созданный Василием Снигирёвым и художником Евгением Пивневым. Далее были выпущены следующие проекты: «Анна» (Максим Карганов, Екатерина Овчинникова), «Импульс» (Денис Нечипоренко, Иван Довбня), «Клетка» (Евгений Федуненко, Александр Малышев), «Чёрная рука» (Максим Иванков, Мария Сухих), «Не буди лихо» (Мария Степунина, Полина Шапошникова), «Memento Mori» (Андрей Тевлюков, Татьяна Кузьмина). По итогу из этих девяти комиксов во второй этап «Новых героев Bubble» вышли «Сокол», «Импульс» и «Анна», после чего начался процесс создания вторых выпусков соответствующих серий. Конечным победителем конкурса «Новые герои Bubble» стал «Сокол» — научно-фантастическая история, повествующая о советском космонавте Викторе Соколове. Во время сверхсекретного запуска Соколова в космос что-то идёт не так и ракета космонавта попадает в пространственно-временную аномалию. Сам Виктор оказывается на огромной космической станции «Ньютон», где ему предстоит нелёгкое сотрудничество с искусственным интеллектом из будущего по имени Исаак. Вместе они должны отыскать таинственного профессора Штольца — единственного, кто сможет помочь Соколову вернутся домой.

#### Изменения в работе издательства
В сентябре 2019 года Bubble объявила, что больше не намеревается выпускать в печати синглы — одиночные выпуски своих комиксов. Последним выпуском, вышедшим в формате сингла, стали «Союзники» № 33. Роман Котков заявил, что сам формат синглов взят Bubble из американской индустрии комиксов, но сейчас они намерены «определить собственный вектор развития». Для определения нового формата издания и периодичности своей продукции Bubble взяла перерыв на месяц и в течение сентября не выпускала комиксы. После этого Bubble перешла на цифровую дистрибуцию своих комиксов через собственное приложение для iOS и Android. При этом от издания печатной продукции отказались не полностью: сборники одиночных выпусков всё также как и раньше продолжили выпускаться. Несмотря на отказ от печатных синглов, некоторые из будущих серий комиксов, запущенных в следующем году, получали печатный (физический) тираж, а не только электронные копии, распространяемые через приложение издательства.
С конца 2019 года работа Bubble Comics осложнилась в связи с возникновением пандемии COVID-19 и последующим за ней экономической рецессией. Открывшееся в декабре 2019 года «Bubble Кафе» — кафе совмещённое с магазином комиксов, — закрылось спустя чуть более полугода работы, а отмена выставок и фестивалей поп-культуры, вроде Comic-Con Russia или проводимого самим издательством Bubble Fest, на участие и реализацию в которых уже были вложены финансовые средства и ресурсы компании, негативно сказалось на реализации продукции. Участие в закрытых мероприятиях, однако, продолжилось, открытые фестивали сменили онлайн-трансляции, на которых Bubble продолжала делиться новостями и анонсировать новые проекты. Выделяемые на проекты бюджеты были урезанны, как и количество тиражей выпускаемых книг-сборников. О том, как пандемия сказалась на работе компании рассказал Роман Котков в материале сайта GeekCity.ru:
«Ситуация действительно невероятно сложная и затрагивает абсолютно все сферы индустрии развлечений. <…> Скажу прямо — мы ещё к началу года хорошенько подужали свои амбиции и ресурсы, будто готовились к чему-то подобному, так как заранее решили, что 2020 будет непростым и многое покажет. <…> Мы очень вовремя закрыли печатные синглы — как чувствовали — и перевели выпуск ежемесячных историй в электронный вариант. Вариант, который сейчас легок в доступе и обращении и привлекает новую аудиторию».

### Новые линейки комиксов и основание Bubble Manga (2020—настоящее время)

Обложка второго выпуска «Мир», ставшего первым проектом Bubble Comics в жанре классического супергеройского комикса

В 2020 году над проектами Bubble Comics начали работать трое давно знакомых друг с другом авторов: сценаристы из Коврова Кирилл Кутузов и Алексей Волков, а также художник Алексей Горбут. До этого Кутузов и Волков несколько лет собственными силами работали над сериями комиксов «Доктор Люцид» (Кутузов) и «Вор теней» (Волков, Кутузов). Всем троим ранее доводилось работать с Bubble: Кутузов написал сюжет «Майор Гром: Как на войне» для серии «Легенды Bubble», который повествовал о становлении питерского полицейского Игоря Грома, Волков создал сценарий для нескольких выпусков комикса «Союзники» Наталии Девовой, а Горбут создал несколько вариативных обложек для отдельных выпусков и проиллюстрировал книгу комиксов «Майор Гром: 1939». Устроившись в издательство, Волков продолжил работать над «Вором Теней», но уже под эгидой Bubble, и помимо этого стал автором сразу нескольких новых комиксов: «Майора Игоря Грома», продолжающего события «Игоря Грома», и совершенно нового комикса «Мир» о советском супергерое, которого с помощью науки вернули в современность. Художниками серии стали Мадибек Мусабеков и Алексей Горбут. В это время Кирилл Кутузов, совместно с художницей Кариной Ахметвалиевой, занялся написанием детского комикса «Громада», повествующем о двух детях близнецах Алине и Стасе, которые противостоят злу вместе с инопланетным роботом Громадой.
Тем временем ветеранам издательства Анастасии Ким и Натальи Заидовой было вверено создание отдельной серии о самом популярном антагонисте вселенной Bubble — Чумном Докторе. Обе из них ранее работали над комиксами о Громе: Анастасия Ким проиллюстрировала большую часть выпусков «Майора Грома», а Наталья Заидова рисовала комикс «Игорь Гром». К ним присоединилась дебютантка Наталия Воронцова, ставшая соавтором сюжетов «Чумного Доктора» наряду с Ким. До этого она занималась написанием фанатских рассказов по вселенной «Майора Грома». В комиксе «Чумной Доктор» костюм Чумного Доктора примеряет на себя Валерия Макарова — её наставником становится оригинальный Чумной Доктор, Сергей Разумовский, а также его лучший друг и телохранитель Олег Волков. Вместе они пытаются реабилитировать имя Чумного Доктора, сделав из него настоящего героя, попутно противостоя криминальным группировкам Санкт-Петербурга, пытающимся отомстить Разумовскому за его преступную деятельность в прошлом. Пилотный выпуск серии вышел в мае 2020 года совместно с «Миром» Волкова и комиксом «Редактор». Согласно плану издательства, только те из трёх серий, что добьются популярности среди читателей, будут удостоены продолжения. В итоге полноценными линейками стали только «Чумной Доктор» и «Мир».
Из выходивших до этого шести старых серий («Бесобой», «Экслибриум», «Метеора», «Красная Фурия»/«Союзники», «Инок»/«Мироходцы» и «Майор Гром»/«Игорь Гром») продолжение получили лишь две. После закрытия линеек, входящих в состав мягкого перезапуска «Второе дыхание», серию-продолжение получил только комикс о майоре Игоре Громе. На замену «Игорю Грому» стал выпускаться комикс «Майор Игорь Гром», сценаристами которого выступили Алексей Волков и Евгений Еронин, а художником — Олег Чудаков. Сюжет «Майора Игоря Грома» рассказывает о приключениях вернувшегося в полицию Игоря Грома и его новой напарницы Айсы Улановой. Из линеек 2014 года, «Метеоры» и «Экслибриума», которые закончились в декабре 2018 года, продолжение досталось только последней, благодаря большой популярности комикса. Новый проект «Экслибриум: Жизнь вторая», который продолжает историю о Лилии Романовой в мире литературных магов, увидел свет в 2019 году. Написанием сюжета занялась несменяемая сценаристка серии Наталия Девова, а созданием иллюстраций — ветеран издательства Константин Тарасов. Сюжетно «Экслибриум: Жизнь вторая» продолжает историю оригинального «Экслибриума» и рассказывает о противостоянии книгочеев с новой угрозой — ожившим книжным персонажем Агатой, заполучившей богоподобные сверхсилы.
В 2021 году Bubble открыла свой фирменный магазин на территории арт-пространства «Флакон» на Большой Новодмитровской улице в Москве. В магазине Bubble намеревалась не только заниматься продажей комиксов и сувенирной продукции, но и иногда проводить встречи читателей со сценаристами и художниками, лекции и автограф-сессии. Bubble также упомянула о планах открыть собственную школу для сценаристов и художников комиксов.

#### Работа над оригинальной мангой

Обложка «Избранницы Луны» в формате тома. Манга стала первым проектом в рамках импринта Bubble Manga

Многие из работников компании, и сценаристы, и художники, неоднократно заявляли, что черпали своё вдохновение в работах известных мангак. Как следствие, в какой-то момент в Bubble было принято решение издавать комиксы в стилистике манги. Первой отечественной мангой, опубликованной издательством, стал совместный проект с издательством «Истари комикс», сценаристом Евгением Федотовым и художником Богданом Куликовских «Якутия», появившийся на свет в 2016 году. Второй мангой Bubble стал «Тагар», вышедший в 2017 году. Ранее эта манга выходила на сайте издательства «Аксис-комикс», но впоследствии, когда её автор Марина Привалова стала работать в Bubble над серией комиксов «Игорь Гром», главный редактор Bubble Роман Котков предложил ей издать «Тагара» в бумажном виде. Первые два тома «Тагара» были изданы импринтом Bubble Visions, а впоследствии, в 2019 году, был основан ещё один импринт специально для комиксов в стилистике манги, — подразделение Bubble Manga, анонс основания которого состоялся на Comic-Con Russia 2019. Главой импринта стала Марина Привалова.
Первой серией манги, изданной в рамках Bubble Manga, стало фэнтези украинских авторов «Избранница Луны» (июль 2020), сценаристом которой выступил Серафим Онищенко под псевдонимом Гилберт Бриссен, а художницей — Наталья Ререкина. Дебютный проект Bubble Manga был встречен положительно как российскими обозревателями, так и иностранными: «Избранница Луны» стала серебряным призёром премии Japan International Manga Award, международного конкурса манги, проводимого в Японии для поощрения неяпонских авторов манги. Впоследствии Bubble Manga продолжила издавать проекты авторов постсоветского пространства, среди которых продолжение «Избранницы Луны» под названием «Леди Сияния» (декабрь 2021), манга «Ликорис» (июль 2022) и «Чернильный принц и Книжный рыцарь» (июль 2022). Помимо этого, с 2019 года в разработке находится проект «Карамболина», чья история будет развиваться в сеттинге киберпанка в венецианском антураже.

## Bubble Studios и киноадаптации комиксов
Планы по созданию киноадаптации собственных комиксов, по признанию генерального директора Артёма Габрелянова и главного редактора Романа Коткова, были у Bubble ещё с начала истории издания. Рассматривалась также возможность экранизации комиксов Bubble в виде мультсериала для Интернета с сериями по 5 минут длиной. Спустя несколько лет после начала работы издательства Bubble, когда оно завоевало лидирующие позиции в комикс-индустрии России, в компании было принято решение начать процесс разработки первой экранизации по собственным комиксам. Габрелянов утверждает, что, хотя ему поступали предложения на экранизацию комиксов от различных кинокомпаний, Bubble хотела экранизировать комиксы самостоятельно, чтобы иметь полную творческую свободу. В качестве ориентира выступил опыт Marvel Comics; аналогично Marvel, которая специально для экранизации собственных комиксов основала Marvel Studios, Bubble создала своё киноподразделение под названием Bubble Studios. О том, как он пришёл к созданию фильмов, Артём Габрелянов рассказывал в интервью сайту «Синемафия»:
«Пришёл я к этому постепенно. Я работал много в глянце, в новостных ресурсах. При этом пытался поступить на режиссёрские курсы, но меня не приняли. На самом деле я очень благодарен этому факту, потому что смог заняться практически тем же самым, чем и хотел заниматься — снимать фильмы, только в комикс-формате. Я люблю говорить: комикс — это кино для бедных. Тебе не нужен огромный бюджет, тебе не нужна команда в 150 человек, тебе нужен лишь сценарист и художник, потому что в эпоху интернета ты можешь обходиться уже без печатного формата. Мы начинали потихоньку — с юмористического журнала, затем решили уйти в сторону классической американской схемы — герой и его история. Начали с четырёх комиксов, затем добавили ещё два, и вот, теперь фильм».
Идея создания собственной киностудии появилась у Габрелянова после долгой совместной работы с режиссёром Владимиром Бесединым и композитором Романом Селиверстовым над различными сторонними от издательства Bubble Comics проектами. По его словам, он принял это решение после того, как увидел клип на песню группы IOWA, срежиссированный Бесединым. Первым плодом их сотрудничества в рамках Bubble Studios стал двухминутный промо-ролик для кроссовер-серии «Время ворона». Ролик был продемонстрирован публике 5 октября 2015 года на Comic Con Russia, где и было анонсировано создание киноподразделения и съёмки экранизации «Майора Грома». В компании было разработано расписание на несколько лет вперёд, по итогам которого за десять лет киностудия должна была снять семь экранизаций своих комиксов.

### Майор Гром

Официальный постер короткометражного фильма «Майор Гром», дебютной работы подразделения Bubble Studios

При отборе комикса, который первым получит экранизацию, выбор пал на «Майора Грома». Причиной тому стала приземлённость сюжета, не требующая больших затрат на масштабные спецэффекты, в сравнении с, например, «Бесобоем». Перед началом разработки полнометражных фильмов, Габрелянов решил опробовать силы съёмочной команды в коротком метре. Таким образом, дебютным проектом Bubble Studios стала короткометражка продолжительностью в 28 минут. Анонс фильма состоялся 5 октября 2015 года на фестивале Comic-Con Russia, одновременно с объявлением о создании собственного киноподразделения. После анонса фильма большая часть деталей о нём держалась в секрете, в частности актёрский состав. Первые подробности были оглашены в октябре 2016 года на Comic-Con Russia, вместе с демонстрацией трейлера. Премьера фильма состоялась в феврале 2017 года на Берлинском международном кинофестивале в рамках европейского кинорынка. Для широкого круга зрителей премьера состоялась 21 февраля 2017 года на YouTube-канале издательства. Фильм повествует об опытном сотруднике полиции из Санкт-Петербурга, майоре полиции Игоре Громе, пытающегося остановить ограбление банка, спасти заложников, а также задержать банду из трёх вооружённых грабителей, чьи лица скрыты под масками хоккеистов из популярного советского мультфильма «Шайбу! Шайбу!».
Ответственными за сценарий картины стали режиссёр короткометражки Владимир Беседин, известный по развлекательной сатирической программе «Шоу Гаффи Гафа» на YouTube, и Артём Габрелянов, один из создателей комиксов о майоре Громе. Изначально исполнителем главной роли создатели рассматривали актёра Григория Добрыгина, однако в конечном итоге выбор пал на Александра Горбатова, в фильмографию которого до этого входили только телесериалы. Съёмочный процесс «Майора Грома» начался в августе 2016 года в Санкт-Петербурге и длился на протяжении месяца. В сентябре отснятый материал прошёл процесс монтажа, а в середине октября был сдан на постпродакшен. Запись музыкального сопровождения к фильму осуществлялась сразу в трёх странах: России, США и Великобритании. Автором саундтрека выступил композитор Роман Селиверстов. Специально для фильма были записаны две песни на английском языке: «Move Like a Devil» и «It Might Be Better», которые сочинялись конкретно под определённые сцены уже при готовом монтаже. В совокупности запись материала для музыки в США, Британии и России продлилась около месяца, а в январе и до середины февраля 2017 года прошёл процесс сведения собранного материала.
По большей части дебютный проект Bubble Studios вызвал положительную реакцию среди российских кинокритиков. Среди удавшихся элементов фильма журналисты называли экшен, постановку боевых сцен и трюков, хотя и отмечали, что на их фоне только сильнее бросаются в глаза недостатки фильма: шаблонный сюжет, клишированные диалоги и неудачные шутки. Большей части обозревателей пришлась по душе актёрская игра Александра Горбатова, исполнившего роль Игоря Грома, но вместе с тем игра актёров, исполняющих «хоккеистов»-грабителей, получила в основном негативные отзывы. Отмечали критики и попытки создателей фильма копировать приёмы Голливуда и в целом западного кинематографа, что, в том числе, выражалось отсутствием в саундтреке фильма песен на русском языке. Также негативной оценке удостоилась изначальная онлайн-премьера фильма, которая должна была состояться на сайте Life.ru, однако была сорвана техническими неполадками сервера, вызванными, по словам Артёма Габрелянова, большим количеством зрителей. Тем не менее, после выхода фильма на YouTube он за первые сутки собрал более 1,7 миллиона просмотров. По состоянию на 7 сентября 2022 года фильм набрал более 10 миллионов просмотров.

### Майор Гром: Чумной Доктор

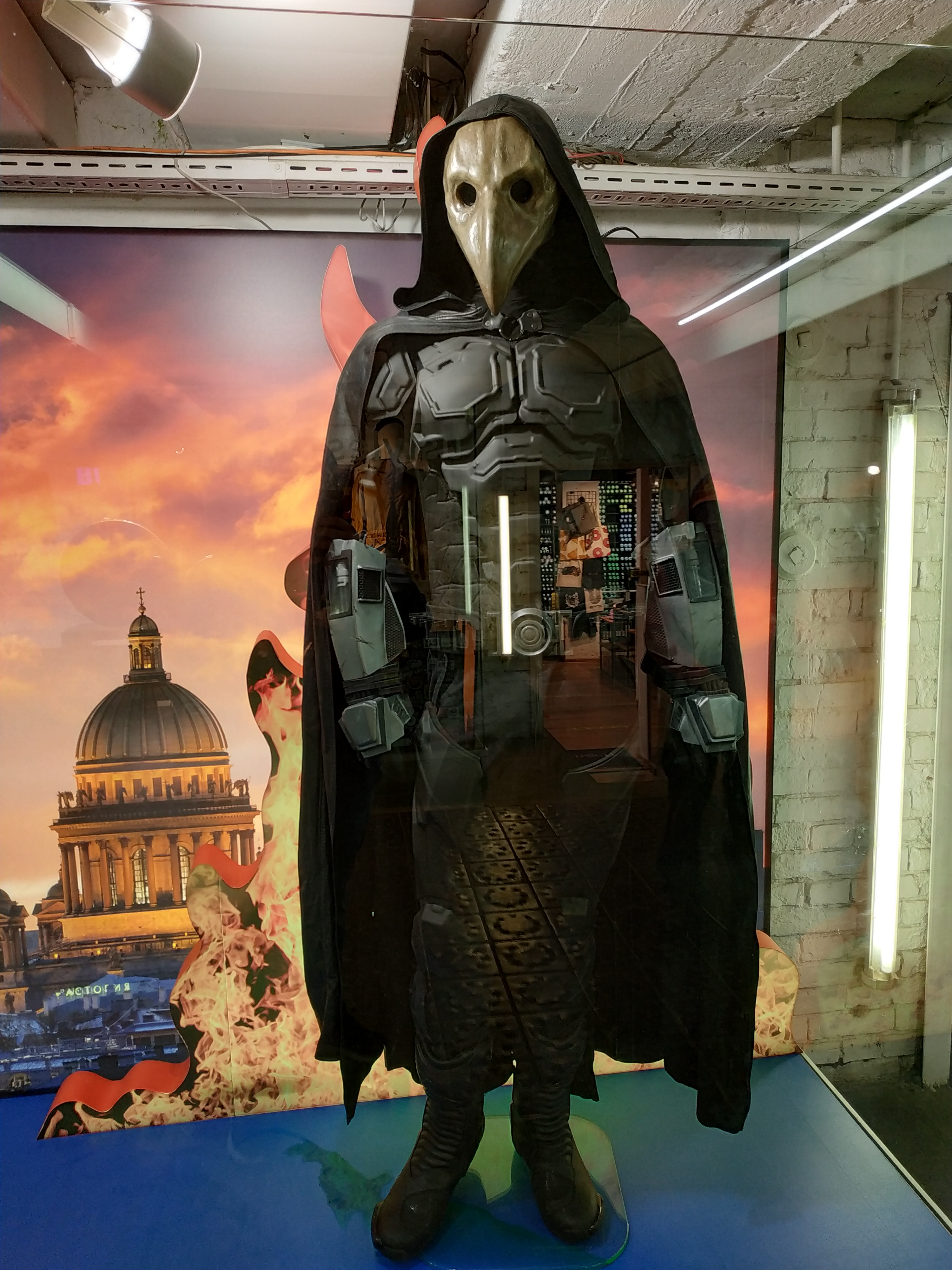
Костюм Чумного Доктора в фильме «Майор Гром: Чумной Доктор»

Тизер-трейлер проекта был продемонстрирован 30 сентября 2017 года на фестивале поп-культуры Comic-Con Russia. После анонса процесс создания фильма попал в производственный ад — съёмочная команда была расформирована и собрана снова с нуля, а концепция картины была переделана с чистого листа. До этого создатели планировали осуществлять съёмки при поддержке голливудских продюсеров и на английском языке, однако в конечном счёте было принято решение снимать фильм в первую очередь для русскоязычных зрителей. В 2020 году на фестивале Comic-Con Russia был представлен первый трейлер фильма, а также состоялся анонс даты выхода — 8 апреля 2021 года, впоследствии премьеру перенесли на неделю раньше — на 1 апреля. Премьера «Майор Гром: Чумной Доктор» состоялась в Санкт-Петербурге 25 марта 2021 года. Онлайн-премьера состоялась 5 мая 2021 года в онлайн-кинотеатрах «Кинопоиск» и Netflix. 27 декабря состоялась премьера режиссёрской версии, в которую вошли вырезанные сцены. Сюжет картины рассказывает историю петербургского майора полиции Игоря Грома, который противостоит убийце-линчевателю в маске чумного доктора.
Главная роль в полнометражном фильме досталась актёру Тихону Жизневскому. Александру Горбатову, которого изначально планировали оставить в роли Игоря Грома, не удалось сработаться с новой командой фильма. Помимо этого, из-за сложностей в производстве и построении концепции кинокартины режиссёр короткометражки Владимир Беседин прекратил работать с Bubble Studios и покинул работу над проектом. Его место занял режиссёр Олег Трофим. После этого короткометражный «Майор Гром» и первый тизер-трейлер полнометражного фильма были признаны студией неканоничными относительно дебютного полного метра и последующих фильмов. После формирования новой творческой команды фильма основные съёмки проходили с сентября по декабрь 2019 года в Санкт-Петербурге. По словам создателей, над фильмом на протяжении 78 смен трудилась команда из более чем 250 человек, из них 50 смен проходили в Петербурге. Позднее, в октябре 2020 года, прошли небольшие досъёмки фильма в Москве. Автором саундтрека к фильму «Майор Гром: Чумной Доктор» снова стал композитор Роман Селиверстов. В фильме присутствуют как симфонические музыкальные темы, написанные Селиверствовым специально для фильма, так и лицензированные песни на русском языке.
«Майор Гром: Чумной Доктор» получил неоднозначные, однако по большей части умеренно-положительные, отзывы критиков: было отмечено общее высокое качество проделанной работы, качество съёмки, визуальная составляющая фильма, игра актёров первого плана, хорошо прописанный сценарий, но при этом фильм подвергся критике за клишированность и вторичность сюжета. Некоторые рецензенты посчитали, что «Майор Гром» несёт в себе посыл, содержащий упрёк в сторону российской оппозиции и восхваление полиции, но с этим мнением согласились далеко не все журналисты, сами авторы опровергали эти обвинения в нескольких интервью. Картина слабо выступила в прокате: при бюджете в 640 млн рублей ей удалось собрать только 328 млн рублей в СНГ. Тем не менее, фильм хорошо показал себя на онлайн-платформах Netflix и «Кинопоиск», где после выхода попал в лидеры по количеству просмотров. Таким образом, фильм вошёл в топ-10 Netflix по просмотрам в 64 странах мира, из них в 14 странах (Бельгия, Бразилия, Венгрия, Доминиканская Республика, Испания, Италия, Катар, Кипр, Кувейт, Люксембург, Словакия, Оман, Швейцария и Чехия) вырвался в лидеры по просмотрам, однако в России к тому моменту популярность картины пошла на спад.

### Гром: Трудное детство
18 декабря 2021 года на фестивале Bubble Comics Con киноподразделение издательства анонсировало новый фильм о приключениях Игоря Грома — «Гром: Трудное детство». Согласно сюжету картины, Константин Гром, отец Игоря Грома, вместе с Федором Прокопенко охотится за боссом криминального мира Петербурга, известным как Анубис. Параллельно Игорь со своим лучшим другом Игнатом ищут способ быстро заработать много денег, из-за чего дети ввязываются в крайне сомнительные авантюры. Приквел, как и «Чумного Доктора», снял режиссёр Олег Трофим, а за сценарий отвечали Евгений Федотов, Екатерина Краснер и Артём Габрелянов. Съёмки «Трудного детства» начались в марте 2022 года в центре Санкт-Петербурга и завершились в мае. 5 июня 2022 года создатели фильма показали первый тизер-трейлер, а также раскрыли актёрский состав проекта: роль юного Игоря Грома досталась Каю Гетцу, а его отца — Сергею Марину. Создатели пообещали, что фильм более полно раскроет предысторию персонажей «Чумного Доктора». В отличие от предыдущего полнометражного фильма, «Трудное детство» вышло сразу на онлайн-кинотеатре «Кинопоиск» в начале 2023 года, минуя тем самым кинотеатральный релиз.

### Будущие адаптации
После выхода двух фильмов о майоре Громе издательство решило продолжить создание кинолент о героях своих комиксов. Так, 1 октября 2021 года состоялся анонс первого в киновселенной Bubble сериала — «Фурия», основанного на линейке комиксов «Красная Фурия». «Фурия» будет снята совместно с «Кинопоиском», а продюсерами сериала выступят Артём Габрелянов, Михаил Китаев и Ольга Филипук. При этом проект находится на ранних этапах разработки, идёт работа над сценарием и концептами, а режиссёр, как и актёрский состав, ещё не были утверждены. На презентации «Кинопоиска» во время анонса сериала, а затем и на фестивале Bubble Comic Con, авторы объявили, что в сериале от комикса оставят только основную концепцию, сюжет же претерпит значительные изменения. Так, местом действия станет футуристичная Москва, а Ника Чайкина, главная героиня комикса, будет втянута в войну между преступными бандами столицы. Планируется, что определённую роль в сериале сыграет корпорация Holt International, до этого упоминавшаяся в «Майор Гром: Чумной Доктор», а также Тихоном Жизневским будет исполнено камео самого майора Грома. На презентации проектов «Кинопоиска», проводившейся 15 сентября 2023 года, стало известно, что режиссёром проекта назначен Рустам Ильясов, роль Ники Чайкиной исполнит Дарья Верещагина, а съёмки начнутся в ноябре.
Фильм под названием «Майор Гром: Игра» был официально анонсирован 28 января 2023 года на фестивале Bubble Comics Con. Режиссёром вновь выступит Олег Трофим, Тихон Жизневский, Любовь Аксёнова, Александр Сетейкин и другие актёры из первого фильма вернутся к своим ролям, также появятся некоторые персонажи из комиксов. Появится и совершенно новый персонаж по имени Призрак. По словам Артёма Габрелянова, продюсера и одного из сценаристов фильма, проект покажет, как на Игоря Грома повлияет популярность, свалившаяся на него после событий «Чумного Доктора». В феврале 2023 года Жизневский для подготовки к съёмкам начал заниматься в спортзале, учитывая критику его телосложения в первом фильме. По словам Трофима, «Игра» станет «широким, зрительским, удивительным аттракционом», но при этом сохранит в себе «эмоциональную глубину и пронзительность», которые были в «Чумном Докторе» и в фильме-приквеле «Гром: Трудное детство». В том же месяце Габрелянов рассказал о том, что сюжет оригинального комикса был полностью переписан, а также сообщил о скором прибытии в Санкт-Петербург на съёмки и назвал «Трудное детство» «мостиком» между «Чумным Доктором» и «Игрой». Выход фильма предварительно указан как весна 2024 года.

## Сопутствующая продукция

### Фигурки
В декабре 2014 года был анонсирован выход лимитированных статуэток из искусственного камня высотой в 30 см от компании Prosto Toys, представляющих героинь комикса «Красная Фурия» Нику Чайкину и Джесси Родригез. Производством и выпуском занялась компания Prosto Toys, которая сама предложила выпуск фигурок именно по этому комиксу, поскольку, по мнению компании, фигурки красивых девушек больше привлекут внимание покупателей, нежели, например, фигурка майора Грома. Изначально должна была выйти и фигурка злодейки Джесси Родригез, однако её выпуск так и не состоялся.
В дальнейшем компания продолжила сотрудничество с Prosto Toys — в честь выхода фильма «Майор Гром: Чумной Доктор» были выпущены коллекционные виниловые фигурки высотой около 9 см. Всего было выпущено шесть фигурок: Игоря Грома, Сергея Разумовского, Чумного Доктора и троих грабителей из фильма — Психа, Громилы и Главаря. В качестве рекламы фигурок были выпущены персональные постеры с каждым из персонажей, сравнивающих дизайн фигурки с оригинальной внешностью героя из фильма. Фигурки были представлены в конце ноября 2020 года, за три месяца до выхода самого фильма.

### Настольные игры
По мотивам некоторых серий комиксов Bubble выпускались настольные игры. Так, по «Красной Фурии» вышла настольная карточная игра на 2-4 игроков «Осада Асулбурга», разработанная Артёмом Габреляновым и выпущенная самим издательством в сотрудничестве с «Мосигрой» и Hobby World. 27 июня был проведён закрытый бета-тест игры в редакции издательства. Впервые игра была представлена публике на фестивале «Старкон» в июле 2014 года; в её поддержку был выпущен специальный выпуск «Красной Фурии», имеющий нумерацию «16.1» и распространявшийся на «Старконе» тиражом в тысячу копий. Первый открытый бета-тест «Осады Асулбурга» прошёл на фестивале настольных игр «Игрокон» в феврале 2015 года. В итоге релиз проекта состоялся в сентябре 2015 года для посетителей фестиваля Comic-Con Russia, а уже в следующем месяце «Осада Асулбурга» поступила в открытую продажу на сайте издательства.
В отличие от «Осады Асулбурга» последующие игры разрабатывались и издавались сторонними компаниями. В 2015 году компанией Cosmodrome Games по мотивам серии «Экслибриум» была создана и выпущена карточная игра. Игра была анонсирована в середине сентября 2015 года и носила кодовое название «Планетариум» — подробности о сеттинге и его связи с серией комиксов Bubble не разглашались. Первая полноценная презентация «Экслибриума» прошла на Comic-Con Russia 2015, а в октябре на сайте издательства появилась возможность предзаказа игры. В 2018 году компанией BroDen Games по мотивам «Майора Грома» была создана и выпущена карточная игра на основе словесной ролевой игры «Мафия».

### Компьютерные игры
В 2015 году на Comic-Con Russia состоялся анонс первой компьютерной игры, основанной на комиксах издательства — Bubble Multiverse, разработанной студией A-Steroids. Онлайн-игра распространялась по модели free-to-play и была выпущена для Android, iOS, а также как браузерная игра для соц.сетей «ВКонтакте» и Facebook. Игрокам давалась возможность составлять собственные команды из героев и злодеев комиксов издательства для противостояния врагам и противникам, созданным специально для игры. Игровой процесс заимствует некоторые элементы предыдущей игры A-Steroids, Clash of the Damned, и представляет собой тактическую RPG с сюжетной кампанией и мультиплеером, где игроки могут столкнуть свои команды друг против друга. Идея создать игру пришла к Артёму Габрелянову после посещения офиса Wargaming в Минске, когда компании сотрудничали над созданием графического романа «Хроники Инока: Штурм Берлина». Для продвижения игры был выпущен комикс «Bubble Multiverse: Битва богов», служащий приквелом к событиям игры. 16 марта 2017 года было сообщено об официальной заморозке игры, а на Comic-Con Russia 2018 — о полноценном закрытии.
По мотивам погони из начала фильма «Майор Гром: Чумной Доктор» на движке Unity была создана компьютерная игра в жанре бесконечный раннер под названием «Майор Гром: Погоня». За разработку игры отвечала компания IThub, а за внутриигровую двухмерную графику — студия Petrick. В этой игре Гром должен, избегая препятствий, гнаться за инкассаторской машиной, угнанной тремя грабителями в масках. Очки в игре можно получить, если перепрыгивать препятствия или подбирать шаверму, которая ускоряет бег Грома и даёт ему временную неуязвимость. Если Гром догоняет грабителей, начинается мини-игра, где необходимо вырубить грабителя ударами. За набранные очки можно получить различные призы — подписку на «Яндекс. Плюс», бумажные фигурки персонажей или комиксы «Майор Гром» в электронном виде. Изначально игра являлась браузерной и была доступна на сайте «Кинопоиска», однако позже была портирована в качестве отдельного приложения для мобильных платформ на операционных системах Android и iOS.

### Прочее
«„Союзмультфильм“ во все времена был студией эксперимента, и в наши дни мы открыты к различным форматам сотрудничества, которые позволяют создавать яркие, актуальные проекты <...> взаимодействие с издательством Bubble поставило перед нами целый ряд интересных задач, которые связаны с «переездом» героев комиксов на экраны и наоборот – это совершенно новый прецедент в целом для российской анимации».
Помимо фигурок, компьютерных и настольных игр, по произведениям Bubble Comics выпускалась и иного рода продукция, а также осуществлялись коллаборации с другими компаниями и брендами. Так, в 2020 году пивоварня из Воронежа Brewlok выпустила два специальных сорта пива, вдохновлённых комиксом «Бесобой»: один из них, посвящённый протагонисту комикса Даниле, является молочным стаутом, другой, посвящённый бесёнку Шмыгу — индийский пейл-эль. Производилась в том числе и парфюмерия, вдохновлённая комиксами издательства. Нью-Йоркская парфюмерная компания Demeter, известная за недорогие нишевые моноароматы с необычными запахами и коллекции духов по различным брендам, создала линейку ароматов, каждый из которых основан на том или ином комиксе. Помимо этого, по мотивам комиксов компании вышли два художественных романа: «Майор Гром» за авторством Алексея Волкова и «Разумовский» за авторством Кирилла Кутузова. Помимо собственных оригинальных комиксов, издательство также занимается созданием комиксов по лицензии. Среди подобных проектов: сборник комиксов «Брат. 25 лет» по серии фильмов «Брат», комикс по телесериалу «Закон каменных джунглей» и комикс «ДружКомикс: В поисках первородного мема», созданный совместно с российским телеведущим Сергеем Дружко.
Помимо этого, Bubble Comics сотрудничает с компанией «Союзмультфильм». Плодом этого сотрудничества стал анимационный сериал «Крутиксы», снятый по одноимённой серии детских комиксов о зверях-супергероях. Премьера «Крутиксов» состоялась в октябре 2021 года. Показ первых трёх серий прошёл в лектории дизайн-завода «Флакон», где организаторы также провели мастер-класс по рисованию для детей, посетивших мероприятие. «Крутиксы» нарисованы в двухмерном формате и рассчитаны на детей шести-восьми лет. На данный момент всего вышло 22 серии, каждая продолжительностью по 11 минут; кроме того, планируется выпуск ещё 30 эпизодов. Вторым проектом в рамках коллаборации Bubble Comics и «Союзмультфильма» стал сборник детских комиксов «СоюзМультКомикс». Он был представлен на фестивале Bubble Comics Con в декабре 2021 года. «СоюзМультКомикс» содержит в себе 14 оригинальных сюжетов с героями из мультфильмов «Тайна третьей планеты», «Ну, погоди!», «Бременские музыканты», «Трое из Простоквашино», «Крокодил Гена», «Каникулы Бонифация» и других. Над сборником работали свыше 30 человек, среди которых как авторы издательства Bubble, так и сами сотрудники киностудии «Союзмультфильм».

## Комиксы
По данным «Лаборатории фантастики» и Goodreads:

| - Легенды Bubble (2017—...) - Сокол (2019—...) - Импульс (2019—...) - Экслибриум: Жизнь вторая (2019 —...) - Чумной Доктор (2020 —...) - Мир (2020 —...) - Майор Игорь Гром (2021—...) - Вор Теней (2020—...) - Громада (2021—...) - Ведьма (2022—...) - Bubble Школа (2023—...) - Вера Вульф (2023—...) - Мрак (2023—...) - 4итеры (2023—...) - Фурия (2025—...) - Хроники Инока: Штурм Берлина (2015) - Инок: Король вечеринок (2016) - Точка невозврата (2016) - Игорь Угорь (2017) - Игорь Угорь 2. Икра (2019) - Игорь Угорь 2.5 (специальное издание, 2021) - Сестра: Кукки (2023) - Цезарь великолепный (2016—...) - Заговор Единорогов: Наследие (2022) - Пиджаки и Револьверы - Джайкарн. Семь сыновей - Вольф Хельсинг - Тагар (2017—...) - Избранница Луны (2020) - Леди Сияния (2021—2022) - Ликорис (2022—...) - Чернильный принц и Книжный рыцарь (2022—...) - Серая Гончая (2023—...) | - Инок против Бесобоя (2013—2014) - Время Ворона (2016—2017) - Охота на ведьм (2017—2018) - Крестовый поход (2018—2019) - Брат твой по мраку (2022) - Герои и монстры (2023) - Триптих (2023) - Союзники (2017—2020) - Мироходцы (2017—2018) - Бесобой (2012—2016) - Майор Гром (2012—2016) - Инок (2012—2016) - Красная Фурия (2012—2016) - Зигги: Космический хомяк (2016) - Экслибриум (2014—2018) - Метеора (2014—2018) - Крутиксы (2017—2018) - Крестовый поход: Волк (2018—2019) - Бесобой vol. 2 (2017—2021) - Игорь Гром (2017—2021) - Журнал комиксов Bubble (2011—2012) - ZКД: Закон каменных джунглей (2015) - Гоголь: Комикс (2017) - ДружКомикс: В поисках первородного мема (2017) - СоюзМультКомикс (2022) - Брат. 25 лет (2022) - Смешарики: Мультивселенная (2023) |

## Экранизации
По данным «Кинопоиска» и IMDB:
- Майор Гром (2017) — короткометражный фильм
- Майор Гром: Самолётики (2017) — короткометражный фильм
- Майор Гром: Чумной Доктор (2021) — первый полнометражный фильм
- Крутиксы (2021) — первый анимационный сериал
- Гром: Трудное детство (2023) — приквел полнометражного фильма
- Майор Гром: Игра (2024) — сиквел полнометражного фильма
- Фурия (2024) — первый игровой сериал

### Официальные ссылки
- bubble.ru — официальный сайт Bubble Comics
- Официальный англоязычный сайт Bubble

### Интервью и статьи
- BUBBLE: RUSSIAN COMIC BOOKS на BearsAndVodka.com
- Габреляновы и российская империя комиксов на GQ